# Lijst van deelgemeenten van Costa Rica
Op bestuurlijk niveau 4, het niveau van onze deelgemeenten, zijn er in Costa Rica de 481 deelgemeenten  (distrito), inbegrepen de drie in 2014 gestichte deelgemeenten (Quitirrisí, Caldera, Gutiérrez Braun).
Een gemeente (cantón) bestaat uit een centraal gelegen stad of plaats en enkele omliggende gehuchten, dorpen, buitenwijken of woonkernen. Het Instituto Nacional de Estadística y Censos (INEC) kent een administratieve code toe. 
Om verwarring te voorkomen staat bij sommige deelgemeenten de gemeente tussen haakjes.

## Provincie Alajuela: 113 deelgemeenten[2]
Aguas Claras • Aguas Zarcas • Alajuela • Alfaro • Ángeles (San Ramón) • Atenas • Bijagua • Bolívar • Brisas • Buenavista (Guatuso) • Buenavista (San Carlos) • Buenos Aires (Palmares) • Canalete • Candelaria (Palmares) • Caño Negro • Carrillos • Carrizal • Cirrí Sur • Concepción (Atenas) • Concepción (San Ramón) • Cote • Coyolar • Cutris • Delicias • Desamparados (Alajuela) • Desmonte • Dos Ríos • El Amparo • El Mastate • El Rosario (Naranjo) • Escobal • Esquípulas • Florencia • Garita • Grecia • Guácima • Guadalupe (Zarcero) • Hacienda Vieja • Jesús (Atenas) • Jesús María • Katira • La Ceiba • La Fortuna (San Carlos) • La Granja • La Palmera • La Tigra • Labrador • Laguna • Los Chiles • Mercedes (Atenas) • Monterrey (San Carlos) • Naranjo • Orotina • Palmares • Palmira (Zarcero) • Palmitos • Peñas Blancas • Piedades Norte • Piedades Sur • Pital • Pocosol • Puente de Piedra • Quesada • Río Cuarto • Río Segundo • Rodríguez • Sabana Redonda • Sabanilla (Alajuela) • San Antonio (Alajuela) • San Isidro (Alajuela) • San Isidro (Atenas) • San Isidro (Grecia) • San Isidro (San Ramón) • San Jerónimo (Naranjo) • San Jorge • San José (Alajuela) • San José (Atenas) • San José (Grecia) • San José (Naranjo) • San José o Pizote • San Juan (Naranjo) • San Juan (Poás) • San Juan (San Ramón) • San Mateo • San Miguel (Naranjo) • San Pedro (Poás) • San Pedro (Sarchí) • San Rafael (Alajuela) • San Rafael (Guatuso) • San Rafael (Poás) • San Rafael (San Ramón) • San Ramón (San Ramón) • San Roque (Grecia) • Santa Eulalia • Santiago (Palmares) • Santiago (San Ramón) • Sarapiquí • Sarchí Norte • Sarchí Sur • Tacares • Tambor • Tapesco • Toro Amarillo • Turrúcares • Upala • Venado • Venecia • Volio • Yolillal • Zapotal (San Ramón) • Zapote (Zarcero) • Zaragoza • Zarcero.

## Provincie Cartago: 51 deelgemeenten[6]
Aguacaliente o San Francisco • Cachí • Capellades • Carmen (Cartago) • Cervantes • Chirripó • Cipreses • Concepción (La Union) • Corralillo • Cot • Dulce Nombre (Cartago) • Dulce Nombre (La Union) • El Tejar • Guadalupe o Arenilla • Juan Viñas • La Isabel • La Suiza • Llano Grande • Llanos de Santa Lucía • Occidental • Oriental • Orosi • Pacayas • Paraíso • Patio de Agua • Pavones • Pejibaye (Jiménez) • Peralta • Potrero Cerrado • Quebradilla • Río Azul • San Diego • San Isidro (El Guarco) • San Juan (La Union) • San Nicolás • San Rafael (La Union) • San Rafael (Oreamuno) • San Ramón (La Union) • Santa Cruz (Turrialba) • Santa Rosa (Oreamuno) • Santa Rosa (Turrialba) • Santa Teresita • Santiago (Paraíso) • Tayutic • Tierra Blanca • Tobosi • Tres Equis • Tres Ríos • Tucurrique • Tuis • Turrialba.

## Provincie Guanacaste: 59 deelgemeenten[7]
Arenal • Bagaces • Bebedero • Bejuco • Belén • Belén de Nosarita • Bolsón • Cabo Velas • Cañas • Cañas Dulces • Carmona • Cartagena • Colorado (Abangares) • Cuajiniquil • Curubandé • Diriá • Filadelfia • Hojancha • Huacas • La Cruz • La Fortuna (Bagaces) • La Garita • Las Juntas • Líbano • Liberia • Mansión • Mayorga • Mogote • Monte Romo • Nacascolo • Nicoya • Nosara • Palmira (Cañas) • Palmira (Carrillo) • Porozal • Porvenir • Puerto Carrillo • Quebrada Grande • Quebrada Honda • Río Naranjo • Sámara • San Antonio (Nicoya) • San Juan (Abangares) • San Miguel (Cañas) • San Pablo (Nandayure) • Santa Cecilia • Santa Cruz (Santa Cruz) • Santa Elena • Santa Rita • Santa Rosa (Tilarán) • Sardinal • Sierra • Tamarindo • Tempate • Tierras Morenas • Tilarán • Tronadora • Veintisiete de Abril • Zapotal (Nandayure).

## Provincie Heredia: 47 deelgemeenten[8]
Ángeles (San Rafael) • Barrantes • Barva • Concepción (San Isidro) • Concepción (San Rafael) • Cureña • Heredia • Jesús (Santa Bárbara) • La Asunción • La Ribera • La Virgen • Las Horquetas • Llanuras del Gaspar • Llorente • Mercedes (Heredia) • Pará • Paracito • Puerto Viejo • Purabá • Rincón de Sabanilla • San Antonio (Belén) • San Francisco (Heredia) • San Francisco (San Isidro) • San Isidro (San Isidro) • San Joaquín • San José (San Isidro) • San José de la Montaña • San Josecito (San Rafael) • San Juan (Santa Bárbara) • San Miguel (Santo Domingo) • San Pablo (Barva) • San Pablo (San Pablo) • San Pedro (Barva) • San Pedro (Santa Bárbara) • San Rafael (San Rafael) • San Roque (Barva) • San Vicente (Santo Domingo) • Santa Bárbara • Santa Lucía • Santa Rosa (Santo Domingo) • Santiago (San Rafael) • Santo Domingo (Santo Domingo) • Santo Domingo (Santa Bárbara) • Santo Tomás • Tures • Ulloa • Varablanca.

## Provincie Limón: 29 deelgemeenten[9]
Alegría • Batán • Bratsi • Cahuita • Cariari • Carrandi • Colorado (Pococí) • Duacarí • El Cairo • Florida • Germania • Guácimo • Guápiles • Jiménez • La Colonia • Limón • Matama • Matina • Mercedes (Guácimo) • Pacuarito • Pocora • Río Blanco • Río Jiménez • Rita • Roxana • Siquirres • Sixaola • Telire • Valle La Estrella.

## Provincie Puntarenas: 60 deelgemeenten[11]
Acapulco • Aguabuena • Arancibia • Bahía Ballena • Bahía Drake • Barranca • Biolley • Boruca • Brunka • Buenos Aires (Buenos Aires) • Caldera • Canoas • Chacarita • Chánguena • Chira • Chomes • Cóbano • Colinas • Corredor • El Roble • Espíritu Santo • Golfito • Guacimal • Guaycará • Gutiérrez Braun • Isla del Coco • Jacó • La Cuesta • La Unión • Laurel • Lepanto • Limoncito • Macacona • Manzanillo • Miramar • Monte Verde • Naranjito • Palmar • Paquera • Parrita • Pavón • Piedras Blancas • Pilas • Pitahaya • Pittier • Potrero Grande • Puerto Cortés • Puerto Jiménez • Puntarenas • Quepos • Sabalito • San Isidro (Montes de Oro) • San Jerónimo (Esparza) • San Juan Grande • San Rafael (Esparza) • San Vito • Savegre • Sierpe • Tárcoles • Volcán.

## Provincie San José: 122 deelgemeenten[15]
Alajuelita • Anselmo Llorente • Aserrí • Barbacoas • Barú • Brasil • Cajón • Calle Blancos • Candelarita (Puriscal) • Cangrejal • Carara • Carmen (San José) • Cascajal • Catedral • Chires • Cinco Esquinas • Colima • Colón • Concepción (Alajuelita) • Copey • Curridabat • Damas • Daniel Flores • Desamparaditos • Desamparados (Desamparados) • Dulce Nombre de Jesús • El General • Escazú • Frailes • Granadilla • Gravilias • Grifo Alto • Guadalupe (Goicoechea) • Guaitil • Guayabo • Hatillo • Hospital • Ipís • Jardín • Jaris • Legua • La Trinidad • León XIII • Llano Bonito • Los Guido • Mata de Plátano • Mata Redonda • Merced • Mercedes (Montes de Oca) • Mercedes Sur • Monterrey (Aserrí) • Palmichal • Páramo • Patalillo • Patarrá • Pavas • Pejibaye (Perez Zeledón) • Picagres • Piedades • Piedras Negras • Platanares • Pozos • Purral • Quitirrisí • Rancho Redondo • Río Nuevo • Rivas • Rosario (Desamparados) • Sabanilla (Montes de Oca) • Sabanillas • Salitral • Salitrillos • San Andrés • San Antonio (Alajuelita) • San Antonio (Desamparados) • San Antonio (Escazú) • San Antonio (León Cortés ) • San Antonio (Puriscal) • San Carlos • San Cristóbal • San Felipe • San Francisco (Goicoechea) • San Francisco de Dos Ríos • San Gabriel • San Ignacio • San Isidro (Vázquez de Coronado) • San Isidro (León Cortés ) • San Isidro de el General • San Jerónimo (Moravia) • San Josecito (Alajuelita) • San Juan (Tibás) • San Juan de Dios • San Juan de Mata • San Lorenzo • San Luis • San Marcos • San Miguel (Desamparados) • San Pablo (León Cortés) • San Pablo (Turrubares) • San Pedro (Montes de Oca) • San Pedro (Perez Zeledón) • San Pedro (Turrubares) • San Rafael (Vázquez de Coronado) • San Rafael (Escazú) • San Rafael (Montes de Oca) • San Rafael (Puriscal) • San Rafael Abajo • San Rafael Arriba • San Sebastián • San Vicente (Moravia) • Sánchez • Santa Ana • Santa Cruz (León Cortés ) • Santa María • Santiago (Puriscal) • Tabarcia • Tarbaca • Tirrases • Uruca • Uruca (Santa Ana) • Vuelta de Jorco • Zapote (San José).